# Achillespees

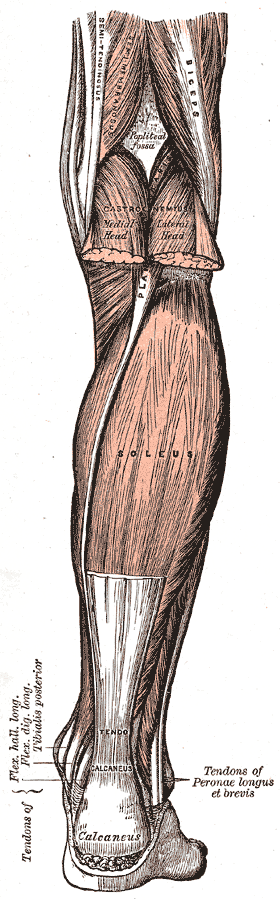
De spieren van het onderbeen met de achillespees ter hoogte van de hiel

De achillespees, tendo Achillis of tendo calcanei is een stevige pees in het onderbeen die de kuitspieren met de hiel verbindt. De achillespees is vernoemd naar de held Achilles, die overleed aan een pijl in zijn achillespees, omdat dit zijn enige zwakke plek was.

## Anatomie
De achillespees is de gezamenlijke pees van de musculus triceps surae (kuitspieren), bestaande uit de musculus gastrocnemius en de musculus soleus. Het is de dikste en sterkste pees in het lichaam. Hij is ongeveer 15 cm lang, en begint dicht bij het midden van het been. De pees spreidt zich op zijn lager eind enigszins uit. Zijn smalste deel bevindt zich ongeveer 4 centimeter boven de aanhechting met het bot. De achillespees hecht vast aan de calcaneus.

## Nomenclatuur
De pees ontleent zijn naam aan een mythe over de held Achilles uit de Griekse mythologie. Zijn moeder Thetis besloot hem onaantastbaar te maken, door hem als baby onder te dompelen in de rivier Styx, waarvan de wateren de mogelijkheid hadden om dit te doen. Zij hield de baby echter bij zijn hiel vast en vergat om die eveneens onder te dompelen, waardoor dit zijn enige kwetsbare plek werd. Hij werd later tijdens de Trojaanse Oorlog door een pijl, geschoten door Paris, in zijn hiel gedood.
Achilleshiel is een uitdrukking voor de enige kwetsbare plek in iets of iemand (in verwijzing naar het Achilles-verhaal uit de Griekse mythologie).

## Rol in ziekte
- Achillespeesontsteking is ontsteking van de pees, over het algemeen wegens excessief gebruik van het beïnvloede lidmaat of als deel van een spanningsverwonding;
- Achillespeesbreuk is een gedeeltelijke of volledige onderbreking in de pees; het vereist immobilisatie of chirurgie;
- Achillobursitis is bursitis van de slijmbeurs waar de achillespees overheen loopt;
- Xanthomen kunnen zich in de achillespees bij patiënten met hypercholesterolemie ontwikkelen.